# Supergrass
Supergrass is een Britse alternatieve-rockgroep uit Oxford. De band bestaat uit zanger/gitarist Gaz Coombes, toetsenist Rob Coombes, bassist Mickey Quinn en drummer Danny Goffey. Het geluid van de band was hoorbaar beïnvloed door bands als The Jam en Buzzcocks, maar ook Madness en Slade. Op 12 april 2010 maakte de groep bekend dat ze uit elkaar ging. Muzikale en creatieve meningsverschillen waren de oorzaak van de breuk. Er werden vier afscheidsconcerten gegeven. Het laatste concert vond plaats op 11 juni 2010 in Parijs. Tussen 2019 en 2022 keerde de band weer even terug. In september 2024 kondigden ze nieuwe concerten aan voor het 30-jarig bestaan van het legendarische debuutalbum I Should Coco.

## Geschiedenis

### 1992-1999
Gaz Coombes en Danny Goffey begonnen op jeugdige leeftijd in The Jennifers waarmee ze in 1992 een single uitbrachten en in Amsterdam hebben gespeeld. Na het uiteenvallen van deze band gingen ze verder met Mickey Quinn onder de naam Supergrass.
In de zomer van 1994 verscheen de debuutsingle Caught By The Fuzz; het ging over Coombes' aanvaring met de politie wegens drugsbezit. Begin 1995 volgden Mansize Rooster en Lenny, en in mei van het Britpopjaar verscheen het lovend ontvangen debuutalbum I Should Coco. De vijfde single Alright werd, mede dankzij een humoristisch bedoelde videoclip, een grote zomerhit.
Het succes leidde ertoe dat Supergrass aanbiedingen kreeg voor reclamespots en door Steven Spielberg werd gevraagd voor een televisieserie à la The Monkees. Deze werden allemaal afgeslagen omdat ze niks met muziek te maken hadden.
Vandaar dat het tweede album uit 1997 de titel In It For The Money kreeg. De recensies waren wederom positief en het leverde singles op als Going Out (al in 1996 uitgebracht). Richard III, Sun Hits the Sky en Late in the Day, maar het succes van Alright werd niet meer geëvenaard, al haalde In It For The Money nog wel platina in Engeland.
In 1999 verscheen het titelloze derde album met de singles Pumping on Your Stereo (voorzien van een Muppet-achtige clip) en Moving. 

### 2002-2010
Na een rustpauze keerde Supergrass in terug met Life On Other Planets, het eerste waarop broer Coombes's broer vermelding kreeg als volwaardig bandlid. In de daaropvolgende drie jaar was de band bezig met toer- en persoonlijke verplichtingen. Tussendoor kwam in 2004 de verzamelaar Supergrass Is 10 uit met twee nieuwe nummers; Kiss of Life (niet te verwarren met de hit van Sade) en Bullett. De bijgevoegde dvd bevatte een humoristische documentaire over het tienjarig bestaan van de band. Het album kwam tot vier in de Britse lijst en werd met goud bekroond.  
In 2005 verscheen Road To Rouen dat was opgenomen in Frankrijk en drie singles voortbracht; St. Petersburg, Low C (waarvoor dezelfde clipregisseur als bij Pumping on Your Stereo werd ingeschakeld) en Fin dat een postuum eerbetoon zou zijn aan de moeder van Gaz en Rob Coombes. Het album kwam nog net de Britse top tien binnen en haalde slechts zilver, maar ondanks verdeelde reacties kreeg de band er nieuwe fans bij en waardering voor hun creativiteit.
Bijgestaan door percussionist Satin Singh begon Supergrass in augustus 2005 aan een wereldtournee van dertien maanden met zowel akoestische als elektrische concerten in Japan, Zuid-Amerika, de Verenigde Staten en Europa om in China af te sluiten op het Beijing Pop Festival. 
In 2007 verbleef de band in Berlijn voor de opnamen van het zesde album. In de zomer werden alvast nieuwe nummers uitgeprobeerd tijdens een festivaltournee waarbij o.a. Guilfest werd aangedaan. Bij deze optredens bood Coombes' jongere broer Charly (voormalig toetsenist van 22-20s) versterking als tweede gitarist, percussionist en achtergrondzanger. Op 22 september 2007 tijdens een vakantie in Zuid-Frankrijk viel bassist Mickey Quinn al slaapwandelende uit het raam van een villa; hij brak zijn hiel en zijn rug oo twee plaatsen. Gedurende zijn herstel traden Gaz en Danny in december 2007 en januari 2008 op als de Diamond Hoo Ha Men ter promotie van de single Diamond Hoo Ha Man.
Charly Coombes regisseerde onder het pseudoniem Chas Harrison de rockumentaire Giant Fever en viel in voor Quinn om na diens terugkeer zijn eigenlijke rol (tweede gitaar en percussie) weer aan te nemen. In maart 2008 verschenen het album Diamond Hoo Ha en de tweede single Bad Blood waarvan de videoclip een maand eerder zijn première beleefde op de website van de band. Door overname werd het contract met EMI beëindigd en verscheen de derde single Rebel In You via een licentiedeal op het eigen Supergrass-label.
In de zomer van 2009 toerde Supergrass langs de Europese festivals waarbij in juli Luik werd aangedaan. Op 12 april 2010 kondigde de band aan ermee te stoppen na vier afscheidsconcerten; de laatste was in Parijs op 11 juni. Ten tijde van de breuk werkte Supergrass aan een zevende album met de titel Release the Drones. Begin 2010 onthulde de band dat het album beïnvloed was door krautrock en drone en dat de leden op sommige nummers van instrument wisselden. Het album zou in mei uitkomen op Cooking Vinyl, maar bleef onvoltooid op de plank liggen.

### 2019-2022
In de zomer van 2019 kwam Supergrass weer bij elkaar, maar liet in interviews weten geen plannen te hebben voor nieuw studiomateriaal.
Na twee try-outs speelde de band in Frankrijk, België en Nederland gevolgd door een uitgebreide Britse tournee met onder meer twee uitverkochte concerten in de Londense Alexandra Palace op 7 maart 2020. Daarna stonden Amerika en Australië op het programma, en festivaldata in Noorwegen, Italië, Spanje, België, Nederland en het Britse Glastonbury, maar vanwege de coronapandemie werd alles afgezegd.
Desondanks gaf Supergrass op 21 augustus 2020 een livestreamconcert in hun woonplaats Oxford dat tevens als lancering diende van het biermerk Man Size Brew Sir, vernoemd naar de hit Mansize Rooster. De opbrengsten gingen naar organisaties voor muziektherapie en zelfmoordpreventie. De volgende dag speelde de band in Newcastle volgens de anderhalvemetermaatregelen.
Op 27 november 2020 verscheen het livealbum Live on Other Planets dat was opgenomen tijdens de recente reünietournee. De band wilde op deze manier het vijfentwintig jarig jubileum vieren, de sfeer van de reünieconcerten vastleggen, de fans bedanken en de door de pandemie bedreigde grassroots music venues te steunen. De opbrengsten gingen naar de #SaveOurVenues-campagne.
In de zomer van 2022 stond Supergrass alsnog voor de vijfde keer op Glastonbury. Op 3 september speelde de band drie nummers tijdens het herdenkingsconcert voor de overleden Foo Fighters-drummer Taylor Hawkins; daarnaast zong Coombes Modern Love van David Bowie (bijgestaan door gitarist en producer Nile Rodgers) en Every Little Thing She Does Is Magic van The Police (met begeleiding van de Foo Fighters en Police-drummer Stewart Copeland). Na afloop maakte Coombes op de sociale media bekend dat dit het laatste reünieconcert van Supergrass was. "Ik wil jullie (Supergrassfans) allemaal bedanken voor de liefde en steun die jullie ons in de afgelopen drie jaar hebben gegeven It's been a blast." Daarna hervatte Coombes zijn solocarriere, evenals Goffey die de ruztpauze bevestigde in NME.

### 2024-2025
Op 16 september 2024 kwam Supergrass weer bij elkaar om een tournee voor mei 2025 aan te kondigen ter gelegenheid van 30 jaar I Should Coco.

## Discografie
- I Should Coco (1995)
- In It For The Money (1997)
- Supergrass (1999)
- Life On Other Planets (2002)
- Supergrass Is 10 (2004), compilatie-album
- Road To Rouen (2005)
- Diamond Hoo Ha (2008)
- Live on Other Planets (2020), live-album

### Singles
| Single met eventuele hitnotering(en) in de Nederlandse Top 40 | Datum van verschijnen | Datum van binnenkomst | Hoogste positie | Aantal weken | Opmerkingen |
| ------------------------------------------------------------- | --------------------- | --------------------- | --------------- | ------------ | ----------- |
| Alright                                                       | 1995                  |                       | Tip12           |              |             |
| Pumping On Your Stereo                                        | 1999                  |                       | Tip13           |              |             |
| Moving                                                        | 1999                  |                       | Tip11           |              |             |